# Zelotes lymnophilus
Zelotes lymnophilus är en spindelart som beskrevs av Chamberlin 1936. Zelotes lymnophilus ingår i släktet Zelotes och familjen plattbuksspindlar. Inga underarter finns listade i Catalogue of Life.